# Liège-Bastogne-Liège de 2021
A 107.ª edição da clássica ciclista Liège-Bastogne-Liège foi uma corrida em Bélgica que se celebrou a 25 de abril de 2021 com início e final na cidade de Liège sobre um percurso de 259,1 quilómetros.
A corrida, além de ser a terça clássica das Ardenas, fez parte do UCI WorldTour de 2021, sendo a décimo sexta corrida de dito circuito do calendário ciclístico de máximo nível mundial. O vencedor foi o esloveno Tadej Pogačar do UAE Emirates que esteve acompanhado no pódio pelos franceses Julian Alaphilippe do Deceuninck-Quick Step e David Gaudu do Groupama-FDJ, segundo e terceiro classificado respectivamente.

## Percorrido
A Liège-Bastogne-Liège dispunha de um percurso total de 259,1 quilómetros similar com a edição anterior, a corrida iniciava no município francófono de Liège em Bélgica, bem perto das fronteiras com Alemanha e Luxemburgo, seguindo um percurso com 11 cotas através de toda a província de Liège e a municipalidad de Bastogne dentro da região de Valonia para finalizar novamente em Liège.
| Número | Nome                                 | Comprimento (m) | Pendente média | Quilómetro |
| ------ | ------------------------------------ | --------------- | -------------- | ---------- |
| 1      | Côte da Rôche em Ardenne             | 2800            | 6,2 %          | 76         |
| 2      | Côte de Saint-Roch                   | 1000            | 11,2 %         | 123,3      |
| 3      | Côte de Mont-le-Soie                 | 1700            | 7,9 %          | 164,1      |
| 4      | Côte de Wanne                        | 3600            | 5,1 %          | 172,4      |
| 5      | Côte de Stockeu (Estela Eddy Merckx) | 1000            | 12,5 %         | 179        |
| 6      | Côte da Haute-Levée                  | 2200            | 7,5 %          | 183,2      |
| 7      | Col du Rosier                        | 4400            | 5,9 %          | 197,4      |
| 8      | Côte du Desnié                       | 1600            | 8,1 %          | 210,8      |
| 9      | Côte da Redoute                      | 2000            | 8,9 %          | 223,9      |
| 10     | Côte des Forges                      | 1300            | 7,8 %          | 235,8      |
| 11     | Côte da Roche-aux-Faucons            | 1300            | 11 %           | 245,8      |

## Equipas participantes
Tomaram parte na corrida 25 equipas: 19 de categoria UCI WorldTeam e 6 de categoria UCI ProTeam. Formando assim um pelotão de 175 ciclistas dos que acabaram 147. As equipas participantes foram:
| Equipes WorldTeam (19)- AG2R Citroën Team - Astana-Premier Tech - Bahrain Victorious - Bora-Hansgrohe - Cofidis - Deceuninck-Quick Step - EF Education-Nippo - Groupama-FDJ - Ineos Grenadiers - Intermarché-Wanty-Gobert Matériaux - Israel Start-Up Nation - Jumbo-Visma - Lotto Soudal - Movistar Team - Team BikeExchange - Team DSM - Qhubeka Assos - Trek-Segafredo - UAE Team Emirates Equipes ProTeam (6)- Alpecin-Fenix - Arkéa-Samsic - Bingoal Pauwels Sauces WB - Gazprom-RusVelo - Sport Vlaanderen-Baloise - Total Direct Énergie |
| |

## Classificações finais
- As classificações finalizaram da seguinte forma:[4]

### Classificação geral
| \| Classificação geral \| Classificação geral \| Classificação geral \| Classificação geral \| Classificação geral \| \| Ciclista \| Ciclista \| Equipe \| Tempo \| \| \| ------------------- \| --------------------- \| ---------------------- \| ------------------- \| ------------------- \| \| 1. \| Tadej Pogačar \| UAE Team Emirates \| 6h39m26s \| \| \| 2. \| Julian Alaphilippe \| Deceuninck-Quick Step \| + 0s \| \| \| 3. \| David Gaudu \| Groupama-FDJ \| + 0s \| \| \| 4. \| Alejandro Valverde \| Movistar Team \| + 0s \| \| \| 5. \| Michael Woods \| Israel Start-Up Nation \| + 0s \| \| \| 6. \| Marc Hirschi \| UAE Team Emirates \| + 7s \| \| \| 7. \| Tiesj Benoot \| Team DSM \| + 7s \| \| \| 8. \| Bauke Mollema \| Trek-Segafredo \| + 7s \| \| \| 9. \| Maximilian Schachmann \| Bora-Hansgrohe \| + 9s \| \| \| 10. \| Matej Mohorič \| Bahrain Victorious \| + 9s \| \| \| 11. \| Michał Kwiatkowski \| Ineos Grenadiers \| + 9s \| \| \| 12. \| Jakob Fuglsang \| Astana-Premier Tech \| + 9s \| \| \| 13. \| Primož Roglič \| Jumbo-Visma \| + 9s \| \| \| 14. \| Esteban Chaves \| BikeExchange \| + 9s \| \| \| 15. \| Guillaume Martin \| Cofidis \| + 9s \| \| \| 16. \| Davide Formolo \| UAE Team Emirates \| + 9s \| \| \| 17. \| Jack Haig \| Bahrain Victorious \| + 12s \| \| \| 18. \| Adam Yates \| Ineos Grenadiers \| + 37s \| \| \| 19. \| Michael Matthews \| BikeExchange \| + 1m21s \| \| \| 20. \| Patrick Konrad \| Bora-Hansgrohe \| + 1m21s \| \| |                       |                        |          |
| |                       |                        |          |
| Fonte: ProCyclingStats |                       |                        |          |
| Classificação geral |                       |                        |          |
| Ciclista | Ciclista              | Equipe                 | Tempo    |
| 1. | Tadej Pogačar         | UAE Team Emirates      | 6h39m26s |
| 2. | Julian Alaphilippe    | Deceuninck-Quick Step  | + 0s     |
| 3. | David Gaudu           | Groupama-FDJ           | + 0s     |
| 4. | Alejandro Valverde    | Movistar Team          | + 0s     |
| 5. | Michael Woods         | Israel Start-Up Nation | + 0s     |
| 6. | Marc Hirschi          | UAE Team Emirates      | + 7s     |
| 7. | Tiesj Benoot          | Team DSM               | + 7s     |
| 8. | Bauke Mollema         | Trek-Segafredo         | + 7s     |
| 9. | Maximilian Schachmann | Bora-Hansgrohe         | + 9s     |
| 10. | Matej Mohorič         | Bahrain Victorious     | + 9s     |
| 11. | Michał Kwiatkowski    | Ineos Grenadiers       | + 9s     |
| 12. | Jakob Fuglsang        | Astana-Premier Tech    | + 9s     |
| 13. | Primož Roglič         | Jumbo-Visma            | + 9s     |
| 14. | Esteban Chaves        | BikeExchange           | + 9s     |
| 15. | Guillaume Martin      | Cofidis                | + 9s     |
| 16. | Davide Formolo        | UAE Team Emirates      | + 9s     |
| 17. | Jack Haig             | Bahrain Victorious     | + 12s    |
| 18. | Adam Yates            | Ineos Grenadiers       | + 37s    |
| 19. | Michael Matthews      | BikeExchange           | + 1m21s  |
| 20. | Patrick Konrad        | Bora-Hansgrohe         | + 1m21s  |

## Ciclistas participantes e posições finais
| Jumbo-Visma TJV | Jumbo-Visma TJV               | Jumbo-Visma TJV |
| --------------- | ----------------------------- | --------------- |
| Num             | Ciclista                      | Pos             |
| 1               | Primož Roglič (SLO) (estrada) | 13.             |
| 2               | Robert Gesink (NED)           | 47.             |
| 3               | Lennard Hofstede (NED)        | 142.            |
| 4               | Paul Martens (GER)            | DNF             |
| 5               | Sam Oomen (NED)               | 94.             |
| 6               | Christoph Pfingsten (GER)     | DNF             |
| 7               | Jonas Vingegaard (DEN)        | 28.             |

| UAE Team Emirates UAD | UAE Team Emirates UAD      | UAE Team Emirates UAD |
| --------------------- | -------------------------- | --------------------- |
| Num                   | Ciclista                   | Pos                   |
| 11                    | Tadej Pogačar (SLO)        | 1.                    |
| 12                    | Rui Costa (POR)            | 63.                   |
| 13                    | David de la Cruz (ESP)     | DNF                   |
| 14                    | Davide Formolo (ITA)       | 16.                   |
| 15                    | Marc Hirschi (SUI)         | 6.                    |
| 16                    | Vegard Stake Laengen (NOR) |                       |
| 17                    | Brandon McNulty (USA)      | DNF                   |

| Bahrain Victorious TBV | Bahrain Victorious TBV  | Bahrain Victorious TBV |
| ---------------------- | ----------------------- | ---------------------- |
| Num                    | Ciclista                | Pos                    |
| 21                     | Wout Poels (NED)        | 109.                   |
| 22                     | Eros Capecchi (ITA)     | DNF                    |
| 23                     | Jack Haig (AUS)         | 17.                    |
| 24                     | Heinrich Haussler (AUS) | DNF                    |
| 25                     | Matej Mohorič (SLO)     | 10.                    |
| 26                     | Mark Padun (UKR)        | 79.                    |
| 27                     | Dylan Teuns (BEL)       | 34.                    |

| Deceuninck-Quick Step DQT | Deceuninck-Quick Step DQT          | Deceuninck-Quick Step DQT |
| ------------------------- | ---------------------------------- | ------------------------- |
| Num                       | Ciclista                           | Pos                       |
| 31                        | Julian Alaphilippe (FRA) (estrada) | 2.                        |
| 32                        | João Almeida (POR)                 | 65.                       |
| 33                        | Dries Devenyns (BEL)               | DNF                       |
| 34                        | Mikkel Honoré (DEN)                | 50.                       |
| 35                        | James Knox (GBR)                   | 33.                       |
| 36                        | Pieter Serry (BEL)                 | 138.                      |
| 37                        | Mauri Vansevenant (BEL)            | 80.                       |

| Movistar Team MOV | Movistar Team MOV               | Movistar Team MOV |
| ----------------- | ------------------------------- | ----------------- |
| Num               | Ciclista                        | Pos               |
| 41                | Alejandro Valverde (ESP)        | 4.                |
| 42                | Jorge Arcas (ESP)               | 129.              |
| 43                | Matteo Jorgenson (USA)          | 56.               |
| 44                | Lluís Mas (ESP)                 | DNF               |
| 45                | Enric Mas (ESP)                 | 116.              |
| 46                | Gonzalo Serrano Rodríguez (ESP) | 118.              |
| 47                | Carlos Verona (ESP)             | 71.               |

| EF Education-Nippo EFN | EF Education-Nippo EFN           | EF Education-Nippo EFN |
| ---------------------- | -------------------------------- | ---------------------- |
| Num                    | Ciclista                         | Pos                    |
| 51                     | Sergio Higuita (COL) (estrada)   | 31.                    |
| 52                     | Jonathan Caicedo (ECU) (estrada) | 107.                   |
| 53                     | Simon Carr (GBR)                 | 131.                   |
| 54                     | Lawson Craddock (USA)            | 139.                   |
| 55                     | Alex Howes (USA) (estrada)       | 99.                    |
| 56                     | Michael Valgren (DEN)            | 58.                    |
| 57                     | Hideto Nakane (JPN)              | DNF                    |

| Team DSM DSM | Team DSM DSM             | Team DSM DSM |
| ------------ | ------------------------ | ------------ |
| Num          | Ciclista                 | Pos          |
| 61           | Tiesj Benoot (BEL)       | 7.           |
| 62           | Nikias Arndt (GER)       | 98.          |
| 63           | Mark Donovan (GBR)       | 38.          |
| 64           | Chris Hamilton (AUS)     | 69.          |
| 65           | Andreas Leknessund (NOR) | DNF          |
| 66           | Martijn Tusveld (NED)    | 49.          |
| 67           | Kevin Vermaerke (USA)    | 140.         |

| Arkéa-Samsic ARK | Arkéa-Samsic ARK         | Arkéa-Samsic ARK |
| ---------------- | ------------------------ | ---------------- |
| Num              | Ciclista                 | Pos              |
| 71               | Warren Barguil (FRA)     | 26.              |
| 72               | Thibault Guernalec (FRA) | 137.             |
| 73               | Kévin Ledanois (FRA)     | 114.             |
| 74               | Łukasz Owsian (POL)      | 82.              |
| 75               | Laurent Pichon (FRA)     | 43.              |
| 76               | Alan Riou (FRA)          | 133.             |
| 77               | Diego Rosa (ITA)         | 52.              |

| Ineos Grenadiers IGD | Ineos Grenadiers IGD     | Ineos Grenadiers IGD |
| -------------------- | ------------------------ | -------------------- |
| Num                  | Ciclista                 | Pos                  |
| 81                   | Richard Carapaz (ECU)    | DQ                   |
| 82                   | Edward Dunbar (IRL)      | 124.                 |
| 83                   | Tao Geoghegan Hart (GBR) | 35.                  |
| 84                   | Michał Gołaś (POL)       | 135.                 |
| 85                   | Michał Kwiatkowski (POL) | 11.                  |
| 86                   | Luke Rowe (GBR)          | 134.                 |
| 87                   | Adam Yates (GBR)         | 18.                  |

| Israel Start-Up Nation ISN | Israel Start-Up Nation ISN     | Israel Start-Up Nation ISN |
| -------------------------- | ------------------------------ | -------------------------- |
| Num                        | Ciclista                       | Pos                        |
| 91                         | Michael Woods (CAN)            | 5.                         |
| 92                         | Guillaume Boivin (CAN)         | DNF                        |
| 93                         | Omer Goldstein (ISR) (estrada) | 101.                       |
| 94                         | Reto Hollenstein (SUI)         | 120.                       |
| 95                         | Daryl Impey (RSA)              | 70.                        |
| 96                         | Krists Neilands (LAT)          | 25.                        |
| 97                         | Guy Sagiv (ISR)                | DNF                        |

| Groupama-FDJ GFC | Groupama-FDJ GFC        | Groupama-FDJ GFC |
| ---------------- | ----------------------- | ---------------- |
| Num              | Ciclista                | Pos              |
| 101              | David Gaudu (FRA)       | 3.               |
| 102              | Bruno Armirail (FRA)    | DNF              |
| 103              | William Bonnet (FRA)    | DNF              |
| 104              | Mathieu Ladagnous (FRA) | 105.             |
| 105              | Valentin Madouas (FRA)  | 83.              |
| 106              | Rudy Molard (FRA)       | 62.              |
| 107              | Romain Seigle (FRA)     | 66.              |

| Cofidis COF | Cofidis COF            | Cofidis COF |
| ----------- | ---------------------- | ----------- |
| Num         | Ciclista               | Pos         |
| 111         | Guillaume Martin (FRA) | 15.         |
| 112         | Fernando Barceló (ESP) | 44.         |
| 113         | Rubén Fernández (ESP)  | 76.         |
| 114         | Simon Geschke (GER)    | 59.         |
| 115         | Jesús Herrada (ESP)    | 37.         |
| 116         | Anthony Perez (FRA)    | 96.         |
| 117         | Rémy Rochas (FRA)      | 143.        |

| Trek-Segafredo TFS | Trek-Segafredo TFS   | Trek-Segafredo TFS |
| ------------------ | -------------------- | ------------------ |
| Num                | Ciclista             | Pos                |
| 121                | Bauke Mollema (NED)  | 8.                 |
| 122                | Julien Bernard (FRA) | 87.                |
| 123                | Nicola Conci (ITA)   | 45.                |
| 124                | Niklas Eg (DEN)      | 113.               |
| 125                | Alexander Kamp (DEN) | 39.                |
| 126                | Michel Ries (LUX)    | 130.               |
| 127                | Toms Skujiņš (LAT)   | 22.                |

| Astana-Premier Tech APT | Astana-Premier Tech APT           | Astana-Premier Tech APT |
| ----------------------- | --------------------------------- | ----------------------- |
| Num                     | Ciclista                          | Pos                     |
| 131                     | Jakob Fuglsang (DEN)              | 12.                     |
| 132                     | Alex Aranburu (ESP)               | 21.                     |
| 133                     | Stefan de Bod (RSA)               | 100.                    |
| 134                     | Omar Fraile (ESP)                 | 30.                     |
| 135                     | Hugo Houle (CAN)                  | DNF                     |
| 136                     | Alexey Lutsenko (KAZ) (estrada)   | 89.                     |
| 137                     | Luis León Sánchez (ESP) (estrada) | 67.                     |

| AG2R Citroën Team ACT | AG2R Citroën Team ACT        | AG2R Citroën Team ACT |
| --------------------- | ---------------------------- | --------------------- |
| Num                   | Ciclista                     | Pos                   |
| 141                   | Benoît Cosnefroy (FRA)       | 48.                   |
| 142                   | Tony Gallopin (FRA)          | DNF                   |
| 143                   | Dorian Godon (FRA)           | 86.                   |
| 144                   | Ben O'Connor (AUS)           | 108.                  |
| 145                   | Aurélien Paret-Peintre (FRA) | 23.                   |
| 146                   | Michael Schär (SUI)          | 119.                  |
| 147                   | Greg Van Avermaet (BEL)      | 40.                   |

| Bora-Hansgrohe BOH | Bora-Hansgrohe BOH          | Bora-Hansgrohe BOH |
| ------------------ | --------------------------- | ------------------ |
| Num                | Ciclista                    | Pos                |
| 151                | Maximilian Schachmann (GER) | 9.                 |
| 152                | Cesare Benedetti (ITA)      | 115.               |
| 153                | Matteo Fabbro (ITA)         | 127.               |
| 154                | Wilco Kelderman (NED)       | 27.                |
| 155                | Patrick Konrad (AUT)        | 20.                |
| 156                | Ide Schelling (NED)         | 55.                |
| 157                | Andreas Schillinger (GER)   | DNF                |

| BikeExchange BEX | BikeExchange BEX              | BikeExchange BEX |
| ---------------- | ----------------------------- | ---------------- |
| Num              | Ciclista                      | Pos              |
| 161              | Esteban Chaves (COL)          | 14.              |
| 162              | Brent Bookwalter (USA)        | 104.             |
| 163              | Lucas Hamilton (AUS)          | 74.              |
| 164              | Christopher Juul-Jensen (DEN) | 73.              |
| 165              | Tanel Kangert (EST)           | 112.             |
| 166              | Michael Matthews (AUS)        | 19.              |
| 167              | Mikel Nieve (ESP)             | 75.              |

| Bingoal Pauwels Sauces WB BWB | Bingoal Pauwels Sauces WB BWB | Bingoal Pauwels Sauces WB BWB |
| ----------------------------- | ----------------------------- | ----------------------------- |
| Num                           | Ciclista                      | Pos                           |
| 171                           | Jelle Vanendert (BEL)         | 72.                           |
| 172                           | Laurens Huys (BEL)            | 125.                          |
| 173                           | Rémy Mertz (BEL)              | 84.                           |
| 174                           | Kenny Molly (BEL)             | 122.                          |
| 175                           | Mathijs Paasschens (NED)      | 123.                          |
| 176                           | Joel Suter (SUI)              | DNF                           |
| 177                           | Luc Wirtgen (LUX)             | 46.                           |

| Intermarché-Wanty-Gobert Matériaux IWG | Intermarché-Wanty-Gobert Matériaux IWG | Intermarché-Wanty-Gobert Matériaux IWG |
| -------------------------------------- | -------------------------------------- | -------------------------------------- |
| Num                                    | Ciclista                               | Pos                                    |
| 181                                    | Loïc Vliegen (BEL)                     | 92.                                    |
| 182                                    | Jan Bakelants (BEL)                    | 81.                                    |
| 183                                    | Ludwig De Winter (BEL)                 | DNF                                    |
| 184                                    | Quinten Hermans (BEL)                  | 36.                                    |
| 185                                    | Maurits Lammertink (NED)               | 106.                                   |
| 186                                    | Lorenzo Rota (ITA)                     | 42.                                    |
| 187                                    | Kévin Van Melsen (BEL)                 | DNF                                    |

| Total Direct Énergie TDE | Total Direct Énergie TDE | Total Direct Énergie TDE |
| ------------------------ | ------------------------ | ------------------------ |
| Num                      | Ciclista                 | Pos                      |
| 191                      | Pierre Latour (FRA)      | 78.                      |
| 192                      | Mathieu Burgaudeau (FRA) | 95.                      |
| 193                      | Fabien Doubey (FRA)      | 111.                     |
| 194                      | Valentin Ferron (FRA)    | 64.                      |
| 195                      | Marlon Gaillard (FRA)    | DNF                      |
| 196                      | Fabien Grellier (FRA)    | 121.                     |
| 197                      | Julien Simon (FRA)       | 41.                      |

| Alpecin-Fenix AFC | Alpecin-Fenix AFC       | Alpecin-Fenix AFC |
| ----------------- | ----------------------- | ----------------- |
| Num               | Ciclista                | Pos               |
| 201               | Louis Vervaeke (BEL)    | DNF               |
| 202               | Jimmy Janssens (BEL)    | 88.               |
| 203               | Xandro Meurisse (BEL)   | 117.              |
| 204               | Kristian Sbaragli (ITA) | 51.               |
| 205               | Ben Tulett (GBR)        | 54.               |
| 206               | Otto Vergaerde (BEL)    | DNF               |
| 207               | Philipp Walsleben (GER) | DNF               |

| Gazprom-RusVelo GAZ | Gazprom-RusVelo GAZ      | Gazprom-RusVelo GAZ |
| ------------------- | ------------------------ | ------------------- |
| Num                 | Ciclista                 | Pos                 |
| 211                 | Ilnur Zakarin (RUS)      | 53.                 |
| 212                 | Serguei Chernetski (RUS) | 90.                 |
| 213                 | Roman Kreuziger (CZE)    | DNF                 |
| 214                 | Petr Rikunov (RUS)       | DNF                 |
| 215                 | Evgeny Shalunov (RUS)    | DNF                 |
| 216                 | Dmitry Strakhov (RUS)    | 144.                |
| 217                 | Simone Velasco (ITA)     | 97.                 |

| Lotto-Soudal LTS | Lotto-Soudal LTS         | Lotto-Soudal LTS |
| ---------------- | ------------------------ | ---------------- |
| Num              | Ciclista                 | Pos              |
| 221              | Tim Wellens (BEL)        | 24.              |
| 222              | Philippe Gilbert (BEL)   | 102.             |
| 223              | Sébastien Grignard (BEL) | 141.             |
| 224              | Tomasz Marczyński (POL)  | 91.              |
| 225              | Sylvain Moniquet (BEL)   | 85.              |
| 226              | Tosh Van der Sande (BEL) | 146.             |
| 227              | Harm Vanhoucke (BEL)     | 68.              |

| Qhubeka Assos TQA | Qhubeka Assos TQA        | Qhubeka Assos TQA |
| ----------------- | ------------------------ | ----------------- |
| Num               | Ciclista                 | Pos               |
| 231               | Domenico Pozzovivo (ITA) | 60.               |
| 232               | Sander Armée (BEL)       | 110.              |
| 233               | Fabio Aru (ITA)          | 61.               |
| 234               | Sean Bennett (USA)       | 145.              |
| 235               | Simon Clarke (AUS)       | 32.               |
| 236               | Sergio Henao (COL)       | 77.               |
| 237               | Robert Power (AUS)       | 57.               |

| Sport Vlaanderen-Baloise SVB | Sport Vlaanderen-Baloise SVB | Sport Vlaanderen-Baloise SVB |
| ---------------------------- | ---------------------------- | ---------------------------- |
| Num                          | Ciclista                     | Pos                          |
| 241                          | Thomas Sprengers (BEL)       | 103.                         |
| 242                          | Ruben Apers (BEL)            | 136.                         |
| 243                          | Alex Colman (BEL)            | 147.                         |
| 244                          | Rune Herregodts (BEL)        | 126.                         |
| 245                          | Julian Mertens (BEL)         | 128.                         |
| 246                          | Aaron Van Poucke (BEL)       | 93.                          |
| 247                          | Aaron Verwilst (BEL)         | DNF                          |

| Jumbo-Visma TJV | Jumbo-Visma TJV               | Jumbo-Visma TJV |
| --------------- | ----------------------------- | --------------- |
| Num             | Ciclista                      | Pos             |
| 1               | Primož Roglič (SLO) (estrada) | 13.             |
| 2               | Robert Gesink (NED)           | 47.             |
| 3               | Lennard Hofstede (NED)        | 142.            |
| 4               | Paul Martens (GER)            | DNF             |
| 5               | Sam Oomen (NED)               | 94.             |
| 6               | Christoph Pfingsten (GER)     | DNF             |
| 7               | Jonas Vingegaard (DEN)        | 28.             |

| UAE Team Emirates UAD | UAE Team Emirates UAD      | UAE Team Emirates UAD |
| --------------------- | -------------------------- | --------------------- |
| Num                   | Ciclista                   | Pos                   |
| 11                    | Tadej Pogačar (SLO)        | 1.                    |
| 12                    | Rui Costa (POR)            | 63.                   |
| 13                    | David de la Cruz (ESP)     | DNF                   |
| 14                    | Davide Formolo (ITA)       | 16.                   |
| 15                    | Marc Hirschi (SUI)         | 6.                    |
| 16                    | Vegard Stake Laengen (NOR) |                       |
| 17                    | Brandon McNulty (USA)      | DNF                   |

| Bahrain Victorious TBV | Bahrain Victorious TBV  | Bahrain Victorious TBV |
| ---------------------- | ----------------------- | ---------------------- |
| Num                    | Ciclista                | Pos                    |
| 21                     | Wout Poels (NED)        | 109.                   |
| 22                     | Eros Capecchi (ITA)     | DNF                    |
| 23                     | Jack Haig (AUS)         | 17.                    |
| 24                     | Heinrich Haussler (AUS) | DNF                    |
| 25                     | Matej Mohorič (SLO)     | 10.                    |
| 26                     | Mark Padun (UKR)        | 79.                    |
| 27                     | Dylan Teuns (BEL)       | 34.                    |

| Deceuninck-Quick Step DQT | Deceuninck-Quick Step DQT          | Deceuninck-Quick Step DQT |
| ------------------------- | ---------------------------------- | ------------------------- |
| Num                       | Ciclista                           | Pos                       |
| 31                        | Julian Alaphilippe (FRA) (estrada) | 2.                        |
| 32                        | João Almeida (POR)                 | 65.                       |
| 33                        | Dries Devenyns (BEL)               | DNF                       |
| 34                        | Mikkel Honoré (DEN)                | 50.                       |
| 35                        | James Knox (GBR)                   | 33.                       |
| 36                        | Pieter Serry (BEL)                 | 138.                      |
| 37                        | Mauri Vansevenant (BEL)            | 80.                       |

| Movistar Team MOV | Movistar Team MOV               | Movistar Team MOV |
| ----------------- | ------------------------------- | ----------------- |
| Num               | Ciclista                        | Pos               |
| 41                | Alejandro Valverde (ESP)        | 4.                |
| 42                | Jorge Arcas (ESP)               | 129.              |
| 43                | Matteo Jorgenson (USA)          | 56.               |
| 44                | Lluís Mas (ESP)                 | DNF               |
| 45                | Enric Mas (ESP)                 | 116.              |
| 46                | Gonzalo Serrano Rodríguez (ESP) | 118.              |
| 47                | Carlos Verona (ESP)             | 71.               |

| EF Education-Nippo EFN | EF Education-Nippo EFN           | EF Education-Nippo EFN |
| ---------------------- | -------------------------------- | ---------------------- |
| Num                    | Ciclista                         | Pos                    |
| 51                     | Sergio Higuita (COL) (estrada)   | 31.                    |
| 52                     | Jonathan Caicedo (ECU) (estrada) | 107.                   |
| 53                     | Simon Carr (GBR)                 | 131.                   |
| 54                     | Lawson Craddock (USA)            | 139.                   |
| 55                     | Alex Howes (USA) (estrada)       | 99.                    |
| 56                     | Michael Valgren (DEN)            | 58.                    |
| 57                     | Hideto Nakane (JPN)              | DNF                    |

| Team DSM DSM | Team DSM DSM             | Team DSM DSM |
| ------------ | ------------------------ | ------------ |
| Num          | Ciclista                 | Pos          |
| 61           | Tiesj Benoot (BEL)       | 7.           |
| 62           | Nikias Arndt (GER)       | 98.          |
| 63           | Mark Donovan (GBR)       | 38.          |
| 64           | Chris Hamilton (AUS)     | 69.          |
| 65           | Andreas Leknessund (NOR) | DNF          |
| 66           | Martijn Tusveld (NED)    | 49.          |
| 67           | Kevin Vermaerke (USA)    | 140.         |

| Arkéa-Samsic ARK | Arkéa-Samsic ARK         | Arkéa-Samsic ARK |
| ---------------- | ------------------------ | ---------------- |
| Num              | Ciclista                 | Pos              |
| 71               | Warren Barguil (FRA)     | 26.              |
| 72               | Thibault Guernalec (FRA) | 137.             |
| 73               | Kévin Ledanois (FRA)     | 114.             |
| 74               | Łukasz Owsian (POL)      | 82.              |
| 75               | Laurent Pichon (FRA)     | 43.              |
| 76               | Alan Riou (FRA)          | 133.             |
| 77               | Diego Rosa (ITA)         | 52.              |

| Ineos Grenadiers IGD | Ineos Grenadiers IGD     | Ineos Grenadiers IGD |
| -------------------- | ------------------------ | -------------------- |
| Num                  | Ciclista                 | Pos                  |
| 81                   | Richard Carapaz (ECU)    | DQ                   |
| 82                   | Edward Dunbar (IRL)      | 124.                 |
| 83                   | Tao Geoghegan Hart (GBR) | 35.                  |
| 84                   | Michał Gołaś (POL)       | 135.                 |
| 85                   | Michał Kwiatkowski (POL) | 11.                  |
| 86                   | Luke Rowe (GBR)          | 134.                 |
| 87                   | Adam Yates (GBR)         | 18.                  |

| Israel Start-Up Nation ISN | Israel Start-Up Nation ISN     | Israel Start-Up Nation ISN |
| -------------------------- | ------------------------------ | -------------------------- |
| Num                        | Ciclista                       | Pos                        |
| 91                         | Michael Woods (CAN)            | 5.                         |
| 92                         | Guillaume Boivin (CAN)         | DNF                        |
| 93                         | Omer Goldstein (ISR) (estrada) | 101.                       |
| 94                         | Reto Hollenstein (SUI)         | 120.                       |
| 95                         | Daryl Impey (RSA)              | 70.                        |
| 96                         | Krists Neilands (LAT)          | 25.                        |
| 97                         | Guy Sagiv (ISR)                | DNF                        |

| Groupama-FDJ GFC | Groupama-FDJ GFC        | Groupama-FDJ GFC |
| ---------------- | ----------------------- | ---------------- |
| Num              | Ciclista                | Pos              |
| 101              | David Gaudu (FRA)       | 3.               |
| 102              | Bruno Armirail (FRA)    | DNF              |
| 103              | William Bonnet (FRA)    | DNF              |
| 104              | Mathieu Ladagnous (FRA) | 105.             |
| 105              | Valentin Madouas (FRA)  | 83.              |
| 106              | Rudy Molard (FRA)       | 62.              |
| 107              | Romain Seigle (FRA)     | 66.              |

| Cofidis COF | Cofidis COF            | Cofidis COF |
| ----------- | ---------------------- | ----------- |
| Num         | Ciclista               | Pos         |
| 111         | Guillaume Martin (FRA) | 15.         |
| 112         | Fernando Barceló (ESP) | 44.         |
| 113         | Rubén Fernández (ESP)  | 76.         |
| 114         | Simon Geschke (GER)    | 59.         |
| 115         | Jesús Herrada (ESP)    | 37.         |
| 116         | Anthony Perez (FRA)    | 96.         |
| 117         | Rémy Rochas (FRA)      | 143.        |

| Trek-Segafredo TFS | Trek-Segafredo TFS   | Trek-Segafredo TFS |
| ------------------ | -------------------- | ------------------ |
| Num                | Ciclista             | Pos                |
| 121                | Bauke Mollema (NED)  | 8.                 |
| 122                | Julien Bernard (FRA) | 87.                |
| 123                | Nicola Conci (ITA)   | 45.                |
| 124                | Niklas Eg (DEN)      | 113.               |
| 125                | Alexander Kamp (DEN) | 39.                |
| 126                | Michel Ries (LUX)    | 130.               |
| 127                | Toms Skujiņš (LAT)   | 22.                |

| Astana-Premier Tech APT | Astana-Premier Tech APT           | Astana-Premier Tech APT |
| ----------------------- | --------------------------------- | ----------------------- |
| Num                     | Ciclista                          | Pos                     |
| 131                     | Jakob Fuglsang (DEN)              | 12.                     |
| 132                     | Alex Aranburu (ESP)               | 21.                     |
| 133                     | Stefan de Bod (RSA)               | 100.                    |
| 134                     | Omar Fraile (ESP)                 | 30.                     |
| 135                     | Hugo Houle (CAN)                  | DNF                     |
| 136                     | Alexey Lutsenko (KAZ) (estrada)   | 89.                     |
| 137                     | Luis León Sánchez (ESP) (estrada) | 67.                     |

| AG2R Citroën Team ACT | AG2R Citroën Team ACT        | AG2R Citroën Team ACT |
| --------------------- | ---------------------------- | --------------------- |
| Num                   | Ciclista                     | Pos                   |
| 141                   | Benoît Cosnefroy (FRA)       | 48.                   |
| 142                   | Tony Gallopin (FRA)          | DNF                   |
| 143                   | Dorian Godon (FRA)           | 86.                   |
| 144                   | Ben O'Connor (AUS)           | 108.                  |
| 145                   | Aurélien Paret-Peintre (FRA) | 23.                   |
| 146                   | Michael Schär (SUI)          | 119.                  |
| 147                   | Greg Van Avermaet (BEL)      | 40.                   |

| Bora-Hansgrohe BOH | Bora-Hansgrohe BOH          | Bora-Hansgrohe BOH |
| ------------------ | --------------------------- | ------------------ |
| Num                | Ciclista                    | Pos                |
| 151                | Maximilian Schachmann (GER) | 9.                 |
| 152                | Cesare Benedetti (ITA)      | 115.               |
| 153                | Matteo Fabbro (ITA)         | 127.               |
| 154                | Wilco Kelderman (NED)       | 27.                |
| 155                | Patrick Konrad (AUT)        | 20.                |
| 156                | Ide Schelling (NED)         | 55.                |
| 157                | Andreas Schillinger (GER)   | DNF                |

| BikeExchange BEX | BikeExchange BEX              | BikeExchange BEX |
| ---------------- | ----------------------------- | ---------------- |
| Num              | Ciclista                      | Pos              |
| 161              | Esteban Chaves (COL)          | 14.              |
| 162              | Brent Bookwalter (USA)        | 104.             |
| 163              | Lucas Hamilton (AUS)          | 74.              |
| 164              | Christopher Juul-Jensen (DEN) | 73.              |
| 165              | Tanel Kangert (EST)           | 112.             |
| 166              | Michael Matthews (AUS)        | 19.              |
| 167              | Mikel Nieve (ESP)             | 75.              |

| Bingoal Pauwels Sauces WB BWB | Bingoal Pauwels Sauces WB BWB | Bingoal Pauwels Sauces WB BWB |
| ----------------------------- | ----------------------------- | ----------------------------- |
| Num                           | Ciclista                      | Pos                           |
| 171                           | Jelle Vanendert (BEL)         | 72.                           |
| 172                           | Laurens Huys (BEL)            | 125.                          |
| 173                           | Rémy Mertz (BEL)              | 84.                           |
| 174                           | Kenny Molly (BEL)             | 122.                          |
| 175                           | Mathijs Paasschens (NED)      | 123.                          |
| 176                           | Joel Suter (SUI)              | DNF                           |
| 177                           | Luc Wirtgen (LUX)             | 46.                           |

| Intermarché-Wanty-Gobert Matériaux IWG | Intermarché-Wanty-Gobert Matériaux IWG | Intermarché-Wanty-Gobert Matériaux IWG |
| -------------------------------------- | -------------------------------------- | -------------------------------------- |
| Num                                    | Ciclista                               | Pos                                    |
| 181                                    | Loïc Vliegen (BEL)                     | 92.                                    |
| 182                                    | Jan Bakelants (BEL)                    | 81.                                    |
| 183                                    | Ludwig De Winter (BEL)                 | DNF                                    |
| 184                                    | Quinten Hermans (BEL)                  | 36.                                    |
| 185                                    | Maurits Lammertink (NED)               | 106.                                   |
| 186                                    | Lorenzo Rota (ITA)                     | 42.                                    |
| 187                                    | Kévin Van Melsen (BEL)                 | DNF                                    |

| Total Direct Énergie TDE | Total Direct Énergie TDE | Total Direct Énergie TDE |
| ------------------------ | ------------------------ | ------------------------ |
| Num                      | Ciclista                 | Pos                      |
| 191                      | Pierre Latour (FRA)      | 78.                      |
| 192                      | Mathieu Burgaudeau (FRA) | 95.                      |
| 193                      | Fabien Doubey (FRA)      | 111.                     |
| 194                      | Valentin Ferron (FRA)    | 64.                      |
| 195                      | Marlon Gaillard (FRA)    | DNF                      |
| 196                      | Fabien Grellier (FRA)    | 121.                     |
| 197                      | Julien Simon (FRA)       | 41.                      |

| Alpecin-Fenix AFC | Alpecin-Fenix AFC       | Alpecin-Fenix AFC |
| ----------------- | ----------------------- | ----------------- |
| Num               | Ciclista                | Pos               |
| 201               | Louis Vervaeke (BEL)    | DNF               |
| 202               | Jimmy Janssens (BEL)    | 88.               |
| 203               | Xandro Meurisse (BEL)   | 117.              |
| 204               | Kristian Sbaragli (ITA) | 51.               |
| 205               | Ben Tulett (GBR)        | 54.               |
| 206               | Otto Vergaerde (BEL)    | DNF               |
| 207               | Philipp Walsleben (GER) | DNF               |

| Gazprom-RusVelo GAZ | Gazprom-RusVelo GAZ      | Gazprom-RusVelo GAZ |
| ------------------- | ------------------------ | ------------------- |
| Num                 | Ciclista                 | Pos                 |
| 211                 | Ilnur Zakarin (RUS)      | 53.                 |
| 212                 | Serguei Chernetski (RUS) | 90.                 |
| 213                 | Roman Kreuziger (CZE)    | DNF                 |
| 214                 | Petr Rikunov (RUS)       | DNF                 |
| 215                 | Evgeny Shalunov (RUS)    | DNF                 |
| 216                 | Dmitry Strakhov (RUS)    | 144.                |
| 217                 | Simone Velasco (ITA)     | 97.                 |

| Lotto-Soudal LTS | Lotto-Soudal LTS         | Lotto-Soudal LTS |
| ---------------- | ------------------------ | ---------------- |
| Num              | Ciclista                 | Pos              |
| 221              | Tim Wellens (BEL)        | 24.              |
| 222              | Philippe Gilbert (BEL)   | 102.             |
| 223              | Sébastien Grignard (BEL) | 141.             |
| 224              | Tomasz Marczyński (POL)  | 91.              |
| 225              | Sylvain Moniquet (BEL)   | 85.              |
| 226              | Tosh Van der Sande (BEL) | 146.             |
| 227              | Harm Vanhoucke (BEL)     | 68.              |

| Qhubeka Assos TQA | Qhubeka Assos TQA        | Qhubeka Assos TQA |
| ----------------- | ------------------------ | ----------------- |
| Num               | Ciclista                 | Pos               |
| 231               | Domenico Pozzovivo (ITA) | 60.               |
| 232               | Sander Armée (BEL)       | 110.              |
| 233               | Fabio Aru (ITA)          | 61.               |
| 234               | Sean Bennett (USA)       | 145.              |
| 235               | Simon Clarke (AUS)       | 32.               |
| 236               | Sergio Henao (COL)       | 77.               |
| 237               | Robert Power (AUS)       | 57.               |

| Sport Vlaanderen-Baloise SVB | Sport Vlaanderen-Baloise SVB | Sport Vlaanderen-Baloise SVB |
| ---------------------------- | ---------------------------- | ---------------------------- |
| Num                          | Ciclista                     | Pos                          |
| 241                          | Thomas Sprengers (BEL)       | 103.                         |
| 242                          | Ruben Apers (BEL)            | 136.                         |
| 243                          | Alex Colman (BEL)            | 147.                         |
| 244                          | Rune Herregodts (BEL)        | 126.                         |
| 245                          | Julian Mertens (BEL)         | 128.                         |
| 246                          | Aaron Van Poucke (BEL)       | 93.                          |
| 247                          | Aaron Verwilst (BEL)         | DNF                          |

Convenções:
- AB: Abandono
- FLT: Retiro por chegada fora do limite de tempo
- NTS: Não tomou a saída
- DES: Desclassificado ou expulsado

## UCI World Ranking
A Liège-Bastogne-Liège outorgou pontos para o UCI World Ranking para corredores das equipas nas categorias UCI WorldTeam, UCI ProTeam e Continental. As seguintes tabelas são o barómetro de pontuação e os 10 corredores que obtiveram mais pontos:
| Posição   | 1.º | 2.º | 3.º | 4.º | 5.º | 6.º | 7.º | 8.º | 9.º | 10.º | 11.º | 12.º | 13.º | 14.º | 15.º | 16.º-20.º | 21.º-30.º | 31.º-50.º | 51.º-55.º | 56.º-60.º |
| Pontuação | 500 | 400 | 325 | 275 | 225 | 175 | 150 | 125 | 100 | 85   | 70   | 60   | 50   | 40   | 35   | 30        | 20        | 10        | 5         | 3         |

| Classificação |                       |                        |        |
| Posição       | Ciclista              | Equipa                 | Pontos |
| ------------- | --------------------- | ---------------------- | ------ |
| 1.º           | Tadej Pogačar         | UAE Emirates           | 500    |
| 2.º           | Julian Alaphilippe    | Deceuninck-Quick Step  | 400    |
| 3.º           | David Gaudu           | Groupama-FDJ           | 325    |
| 4.º           | Alejandro Valverde    | Movistar               | 275    |
| 5.º           | Michael Woods         | Israel Start-Up Nation | 225    |
| 6.º           | Marc Hirschi          | UAE Emirates           | 175    |
| 7.º           | Tiesj Benoot          | DSM                    | 150    |
| 8.º           | Bauke Mollema         | Trek-Segafredo         | 125    |
| 9.º           | Maximilian Schachmann | Bora-Hansgrohe         | 100    |
| 10.º          | Matej Mohorič         | Bahrain Victorious     | 85     |